# Carajás (Uberlândia)
Carajás (ou oficialmente Residencial Carajás) é um bairro da Zona Sul de Uberlândia, localizado à 5 km do centro da cidade.
É formado pelos loteamentos Residencial Carajás, Vila Saraiva (parte), Santo Antônio e Jardim Xangrilá.

## Bairros vizinhos
- O Carajás tem como vizinhos, os bairros Jardim Finotti e Santa Mônica, na Zona Leste e os bairros Lagoinha e Pampulha, também na Zona Sul.[1]

## Sobre o bairro
- O bairro é bastante residencial e tem alguns comércios, como padaria, açougue, sacolão, bares, um grande atacadista, entre outros.
- A maior concentração comercial é na Avenida João Naves de Ávila,[2] e em algumas ruas internas.
- O Carajás tem como referência em saúde, a UAI Pampulha (unidade de atendimento integrado).
- Tem uma escola municipal, a Glaucia Santos Monteiro, na Rua José Malaquias dos Santos.[3]
- O bairro Carajás é atendido pela linha de ônibus A118, e também por todas as linhas que passam pelas Estações 9, 10 e 11 do BRT Sudeste, na João Naves.[4]